# محمد عادل (لاعب كرة قدم مواليد 1999)
محمد عادل صالح حبوش النوفلي (مواليد 20 يوليو 1999) لاعب كرة قدم إماراتي يجيد اللعب في الدفاع .

## مسيرة اللاعب
لعب في نادي الوحدة ونادي الظفرة.